# Campionato di calcio della Repubblica Socialista Sovietica d'Estonia 1966
Il Campionato di calcio della Repubblica Socialista Sovietica d'Estonia 1966 era la massima divisione del campionato estone ed era un campionato regionale sovietico. La vittoria finale andò al BLTSK che vinse l'ottavo titolo della sua storia.

## Formula
Era formato da dieci squadre: ogni formazione si incontrava le altre in gironi di andata e ritorno, per un totale di 18 incontri. Erano previsti due punti per la vittoria e uno per il pareggio.

## Classifica finale
|                       | Pos. | Squadra         | Pt | G  | V  | N | P  | GF | GS | DR  |
| --------------------- | ---- | --------------- | -- | -- | -- | - | -- | -- | -- | --- |
| RSS Estone (bandiera) | 1.   | BLTSK           | 30 | 18 | 14 | 2 | 2  | 44 | 10 | +34 |
|                       | 2.   | Norma Tallinn   | 26 | 18 | 12 | 2 | 4  | 33 | 18 | +15 |
|                       | 3.   | PK Kohtla-Järve | 25 | 18 | 11 | 3 | 4  | 28 | 18 | +10 |
|                       | 4.   | RT Tartu        | 20 | 18 | 7  | 6 | 5  | 30 | 18 | +12 |
|                       | 5.   | Dünamo Kopli    | 17 | 18 | 7  | 3 | 8  | 25 | 28 | -3  |
|                       | 6.   | Kalev Ülemiste  | 14 | 18 | 6  | 2 | 10 | 22 | 29 | -7  |
|                       | 7.   | Tempo Tallinn   | 14 | 18 | 4  | 6 | 8  | 19 | 26 | -7  |
|                       | 8.   | Kalev Pärnu     | 13 | 18 | 4  | 5 | 9  | 19 | 34 | -15 |
|                       | 9.   | Kreenholm Narva | 11 | 18 | 4  | 3 | 11 | 14 | 31 | -17 |
|                       | 10.  | KT Aseri        | 10 | 18 | 4  | 2 | 12 | 13 | 35 | -22 |